# Lijst van administratieve eenheden in Khánh Hòa
Deze lijst bevat een overzicht van administratieve eenheden in Khánh Hòa (Vietnam).
De provincie Khánh Hòa ligt in het midden van Vietnam aan de Zuid-Chinese Zee. De oppervlakte van de provincie bedraagt 5217,65 km². De provincie heeft ruim 1.147.000 inwoners. Khánh Hòa is onderverdeeld in één stad, één thị xã en zeven huyện.

## Stad

### Thành phốNha Trang
- Phường Lộc Thọ
- Phường Ngọc Hiệp
- Phường Phước Hải
- Phường Phước Hòa
- Phường Phước Long
- Phường Phước Tân
- Phường Phước Tiến
- Phường Phương Sài
- Phường Phương Sơn
- Phường Tân Lập
- Phường Vạn Thắng
- Phường Vạn Thạnh
- Phường Vĩnh Hải
- Phường Vĩnh Hiệp
- Phường Vĩnh Hòa
- Phường Vĩnh Nguyên
- Phường Vĩnh Phước
- Phường Vĩnh Thọ
- Phường Vĩnh Trường
- Phường Xương Huân
- Xã Phước Đồng
- Xã Vĩnh Lương
- Xã Vĩnh Ngọc
- Xã Vĩnh Phương
- Xã Vĩnh Thái

## Thị xã

### Thị xã Cam Ranh
- Phường Ba Ngòi
- Phường Cam Linh
- Phường Cam Lộc
- Phường Cam Lợi
- Phường Cam Nghĩa
- Phường Cam Phú
- Phường Cam Phúc Bắc
- Phường Cam Phúc Nam
- Phường Cam Thuận
- Xã Cam Bình
- Xã Cam Lập
- Xã Cam Phước Đông
- Xã Cam Thành Nam
- Xã Cam Thịnh Đông
- Xã Cam Thịnh Tây

## Huyện

### Huyện Cam Lâm
- Thị trấn Cam Đức
- Xã Cam An Bắc
- Xã Cam An Nam
- Xã Cam Hải Đông
- Xã Cam Hải Tây
- Xã Cam Hiệp Bắc
- Xã Cam Hiệp Nam
- Xã Cam Hòa
- Xã Cam Phước Tây
- Xã Cam Tân
- Xã Cam Thành Bắc
- Xã Sơn Tân
- Xã Suối Cát
- Xã Suối Tân

### Huyện Diên Khánh
- Thị trấn Diên Khánh
- Xã Diên An
- Xã Diên Bình
- Xã Diên Điền
- Xã Diên Đồng
- Xã Diên Hòa
- Xã Diên Lạc
- Xã Diên Lâm
- Xã Diên Lộc
- Xã Diên Phú
- Xã Diên Phước
- Xã Diên Sơn
- Xã Diên Tân
- Xã Diên Thạnh
- Xã Diên Thọ
- Xã Diên Toàn
- Xã Diên Xuân
- Xã Suối Hiệp
- Xã Suối Tiên

### Huyện Khánh Sơn
- Thị trấn Tô Hạp
- Xã Ba Cụm Bắc
- Xã Ba Cụm Nam
- Xã Sơn Bình
- Xã Sơn Hiệp
- Xã Sơn Lâm
- Xã Sơn Trung
- Xã Thành Sơn

### Huyện Khánh Vĩnh
- Thị trấn Khánh Vĩnh
- Xã Cầu Bà
- Xã Giang Ly
- Xã Khánh Bình
- Xã Khánh Đông
- Xã Khánh Hiệp
- Xã Khánh Nam
- Xã Khánh Phú
- Xã Khánh Thành
- Xã Khánh Thượng
- Xã Khánh Trung
- Xã Liên Sang
- Xã Sơn Thái
- Xã Sông Cầu

### Huyện Ninh Hòa
- Thị trấn Ninh Hòa
- Xã Ninh An
- Xã Ninh Bình
- Xã Ninh Đa
- Xã Ninh Diêm
- Xã Ninh Đông
- Xã Ninh Giang
- Xã Ninh Hà
- Xã Ninh Hải
- Xã Ninh Hưng
- Xã Ninh Lộc
- Xã Ninh Phú
- Xã Ninh Phụng
- Xã Ninh Phước
- Xã Ninh Quang
- Xã Ninh Sim
- Xã Ninh Sơn
- Xã Ninh Tân
- Xã Ninh Tây
- Xã Ninh Thân
- Xã Ninh Thọ
- Xã Ninh Thượng
- Xã Ninh Thủy
- Xã Ninh Trung
- Xã Ninh Vân
- Xã Ninh Xuân
- Xã Ninh ích

### Huyện Trường Sa
- Spratly-eilanden

### Huyện Vạn Ninh
- Thị trấn Vạn Giã
- Xã Đại Lãnh
- Xã Vạn Bình
- Xã Vạn Hưng
- Xã Vạn Khánh
- Xã Vạn Long
- Xã Vạn Lương
- Xã Vạn Phú
- Xã Vạn Phước
- Xã Vạn Thắng
- Xã Vạn Thạnh
- Xã Vạn Thọ
- Xã Xuân Sơn